# Odontopera similaria
Odontopera similaria là một loài bướm đêm trong họ Geometridae.